# Halowe Mistrzostwa Świata w Lekkoatletyce 2010 – trójskok kobiet
Trójskok kobiet – jedna z konkurencji rozgrywanych podczas 13. Halowych Mistrzostw Świata w hali Aspire Dome w Dosze.
Wymagane minimum A do udziału w mistrzostwach świata wynosiło 14,05 (uzyskane w hali). Eliminacje odbyły się 12 marca, a finał dzień później.

## Terminarz
| Data          | Godzina | Runda      |
| ------------- | ------- | ---------- |
| 12 marca 2010 | 9:00    | Eliminacje |
| 13 marca 2010 | 16:00   | Finał      |

## Rezultaty
| Poz. – pozycja \| CR – rekord mistrzostw \| NR – rekord kraju                                      |
| PB – rekord życiowy \| SB – najlepszy wynik w sezonie \| X – próba spalona \| – – pominięcie próby |

### Eliminacje
W rundzie eliminacyjnej wystartował 19 zawodniczek. Minimum potrzebne do awansu do finału wynosiło 14,20 (Q).
| Pozycja | Zawodnik                    | Reprezentacja     | #1    | #2    | #3    | Rezultat | Uwagi |
| ------- | --------------------------- | ----------------- | ----- | ----- | ----- | -------- | ----- |
| 1       | Yargelis Savigne            | Kuba              | 14,59 |       |       | 14,59    | Q     |
| 2       | Olga Rypakowa               | Kazachstan        | 14,57 |       |       | 14,57    | Q, SB |
| 3       | Mabel Gay                   | Kuba              | x     | 14,27 |       | 14,27    | Q     |
| 4       | Dana Velďáková              | Słowacja          | 14,25 |       |       | 14,25    | Q     |
| 5       | Anastazja Taranowa-Potapowa | Rosja             | 13,60 | 13,82 | 14,08 | 14,08    | q     |
| 6       | Anna Piatych                | Rosja             | 14,04 | 14,04 | 14,01 | 14,04    | q     |
| 7       | Swietłana Bolszakowa        | Belgia            | 13,41 | 13,95 | x     | 13,95    | q     |
| 8       | Xie Limei                   | Chiny             | x     | 13,89 | 13,45 | 13,89    | q, SB |
| 9       | Snežana Rodić               | Słowenia          | 13,74 | 13,83 | 13,84 | 13,84    |       |
| 10      | Gisele de Oliveira          | Brazylia          | 13,73 | 13,78 | 13,81 | 13,81    | SB    |
| 11      | Athanasía Pérra             | Grecja            | 13,23 | 13,62 | 13,71 | 13,71    |       |
| 12      | Petia Daczewa               | Bułgaria          | x     | x     | 13,65 | 13,65    |       |
| 13      | Erica McLain                | Stany Zjednoczone | 13,03 | 13,47 | 13,54 | 13,54    |       |
| 14      | Aleksandra Kotlyarova       | Uzbekistan        | 13,35 | 13,04 | 13,45 | 13,45    |       |
| 15      | Adelina Gavrilă             | Rumunia           | 13,03 | 13,45 | x     | 13,45    |       |
| 16      | Verónica Davis              | Wenezuela         | x     | 13,07 | 13,38 | 13,38    |       |
| 17      | Lilija Kułyk                | Ukraina           | 13,20 | 13,19 | 13,30 | 13,30    |       |
| 18      | Thitima Muangjan            | Tajlandia         | x     | x     | 13,19 | 13,19    |       |
| 19      | Yamilé Aldama               | Sudan             | 12,41 | 12,39 | x     | 12,41    | SB    |

### Finał
| Pozycja | Zawodniczka                 | Reprezentacja | #1    | #2    | #3    | #4    | #5    | #6    | Rezultat | Uwagi  |
| ------- | --------------------------- | ------------- | ----- | ----- | ----- | ----- | ----- | ----- | -------- | ------ |
|         | Olga Rypakowa               | Kazachstan    | x     | 14,78 | 14,17 | x     | 14,93 | 15,14 | 15,14    | WL, AR |
|         | Yargelis Savigne            | Kuba          | 14,71 | 14,70 | x     | 14,45 | 14,86 | 14,63 | 14,86    | SB     |
|         | Anna Piatych                | Rosja         | 14,25 | 14,49 | 14,64 | 14,43 | 14,60 | 14,54 | 14,64    | SB     |
| 4       | Anastazja Taranowa-Potapowa | Rosja         | 14,15 | 14,10 | 14,03 | 14,40 | 13,87 | 14,38 | 14,40    |        |
| 5       | Mabel Gay                   | Kuba          | 14,19 | x     | 14,18 | 14,11 | 13,90 | 14,30 | 14,30    | SB     |
| 6       | Dana Velďáková              | Słowacja      | 14,18 | x     | 13,83 | x     | 13,97 | 14,13 | 14,18    |        |
| 7       | Xie Limei                   | Chiny         | 13,58 | 13,99 | x     | 13,82 | 13,98 | 14,03 | 14,03    | SB     |
| 8       | Swietłana Bolszakowa        | Belgia        | x     | x     | 14,01 | 13,94 | 13,93 | 14,02 | 14,02    |        |